# Awater-Poesiepreis
Der Awater-Poesiepreis (niederländisch Awater Poëzieprijs) ist ein niederländischer Literaturpreis, der seit 2008 jährlich von dem niederländischen Lyrikmagazin Awater für einen im jeweils vergangenen Jahr veröffentlichten Gedichtband verliehen wird. Die Siegerpublikation wird durch Befragung von „Berufslesern“ (Literaturkritiker, Lehrer und Herausgeber) nach ihren jeweiligen drei Favoriten ermittelt. Der Preis ist mit fünfhundert Euro dotiert und wird Ende Januar oder Anfang Februar am Ende der Poesiewoche (niederländisch: Poëzieweek) verliehen.

## Preisträger
Angegeben ist das Erscheinungsjahr des ausgezeichneten Werks.
- 2022: Mustafa Stitou für Waar is het lam?[1]
- 2021: Sasja Janssen für Virgula[2]
- 2020: Peter Verhelst für Zon[3]
- 2019: Mischa Andriessen für Winterlaken[4]
- 2018: Radna Fabias für Habitus[5]
- 2017: Marije Langelaar für Vonkt[6]
- 2016: Eva Gerlach für Ontsnappingen[7]
- 2015: Ilja Leonard Pfeijffer für Idyllen[8]
- 2014: Alfred Schaffer für Mens dier ding[9]
- 2013: Mustafa Stitou für Tempel[10]
- 2012: Menno Wigman für Mijn naam is Legioen[11]
- 2011: Anne Vegter für Eiland berg gletsjer[12]
- 2010: K. Michel für Bij eb is je eiland groter[13]
- 2009: Arjen Duinker für Buurtkinderen[14]
- 2008: Tonnus Oosterhoff für Ware grootte[15]